# حقل الرتقة
حقل الرتقة هو حقل نفطي كويتي يقع على الحدود الشمالية للكويت. ويقع ضمن التكوين النفطي لحقل الرميلة العراقي.

## الإنتاج
بدأت عمليات الحفر في الحقل عام 1967 ولكنها سرعان ما توقفت إثر احتجاج العراق وعدم رغبة الكويت فعل الأزمات. ولكن عادت أعمال الحفر والإنتاج في أواخر عام 1977 وبداية 1978 إثر قيام العراق بحفر عدد كبير من الآبار في حقل الرميلة. فتم حفر ثمانية آبار كويتية مقابل المئات في الجانب العراقي. ووصل معدل الإنتاج في الآبار الكويتية إلى 20 ألف برميل يومياً في عام 1980 ولكنه إنخفض إلى 11 ألف يومياً في عام 1989 وكان النفط المستخرج من النوع الرديء لوجود الكبريت فيه بكميات كبيرة.

## المشاكل الحدودية
اتهمت العراق الكويت بحفر آبار النفط بميلان حيث تدخل في الحدود العراقية ولكن لم يتم إثبات أياً من هذه التهم وخاصة أن عدد الآبار الكويتية وإنتاجها للنفط يعتبر قليل مقارنة بالجانب العراقي. وأدى التصعيد العراقي والإتهامات المتكررة للكويت إلى الغزو العراقي للكويت. والجدير بالذكر أن معدل إنتاج النفط من الجانب العراقي وصل إلى 400 ألف برميل يومياً في 1989 [انحياز].